# Dude, We’re Getting the Band Back Together
Dude, We’re Getting the Band Back Together! (с англ. — «Мы воссоединяем нашу группу!») — 14 серия первого сезона мультсериала Финес и Ферб, которая вышла 8 марта 2008. Эта серия — третий специальный выпуск.

## Сюжет
Однажды утром 15 июня Линда уехала к парикмахеру, разозлённая на Лоренса, который забыл про годовщину их свадьбы. Лоренс рассказал о том, как они полюбили друг друга на концерте группы «Трио Любви» Финесу, Фербу и Кэндес. У Финеса возникает идея на один день воссоединить «Трио» на концерте у себя во дворе.
Пока Кэндес отвлекает Линду, Финес и Ферб идут к Дэнни, Бобби и Свомпи — участникам группы — чтобы пригласить их сыграть концерт. Дэнни согласился сразу (после песни «История Дэнни»). Пока Кэндес отвлекала маму в парикмахерской Бобби, Финес и Ферб пытались вернуть его в группу. Бобби сначала отказался, так как «его никто не помнит», но потом тоже согласился (тоже после песни «Я лучше всех»). Осталось уговорить ударника Свомпи, который работал библиотекарем и считал, что утерял чувство ритма.
В это время Перри помог Фуфелшмертцу оформить вечеринку к шестнадцатилетию Ванессы. Когда все приготовления были закончены, Фуфел привязал Перри к громадной петарде, чтобы отправить его на небо. Пришедшая Ванесса начала сердиться на отца, сказав, что он все оформил как «для маленькой девочки». Тогда обиженный Хайнц, чтобы утешиться, запустил отсчёт времени до запуска петарды с Перри.
После песни «Нет чувства ритма» Шерман (он же Свомпи) согласился, так как оказалось, что чувство ритма у него есть. А в это время Изабелла и гёрлскауты уже построили сцену во дворе у Финеса и Ферба. Группа приехала в дом Флинн-Флетчеров, концерт начался, собралась толпа, и тут приехали Кэндес и Линда.
Перри освободился от петарды, но за неё зацепился Фуфелшмерц. Начавшийся пожар переоформил место вечеринки в честь дня рождения Ванессы в любимом ею и её друзьями готском стиле. Петарда взорвалась над сценой, где пело «Трио» — получился фейерверк.

## Интересные факты
- Действие происходит 15 июня, хотя если посчитать все предыдущие серии, то это могло быть не ранее 25 июня.
- Дэнни и Свомпи — имена создателей мультсериала